# Jiří Heřman
Jiří Heřman (* 14. května 1975, Chlum u Třeboně) je v současnosti jeden z nejvýraznějších operních režisérů. Byl uměleckým šéfem Opery Národního divadla a v současnosti téže pozici vykonává v Janáčkově opeře Národního divadla Brno.

## Studium a umělecké začátky
Jiří Heřman vystudoval zpěv na konzervatoři v Plzni a poté operní režii na pražské AMU. V začátích se věnoval komorním projektům jako např. Lamenti (2004), původní scénická meditace na text Franceska Micieliho a hudbu Michala Nejtka, která byla mj. uvedena v divadle Schlachthaustheater ve švýcarském Bernu a na festivalu Riocenacontemporanea v brazilském Rio de Janeiro, dále česká premiéra duchovní opery Benjamina Brittena Curlew River, uvedená v bývalém kostele sv. Maří Magdaleny (České muzeum hudby). Na velké scéně debutoval inscenací Saint-Saënsovy opery Samson a Dalila (2002) v Divadle J. K. Tyla, po níž následoval Wagnerův Bludný Holanďan (2004) v témže divadle, za který získal Cenu Sazky a Divadelních novin.

## Působení v Opeře Národního divadla
V letech 2007–2012 byl Heřman šéfem Opery Národního divadla v Praze, kde v tomto období nastudoval celkem šest inscenací: Orfea Claudia Monteverdiho, Dvořákovy opery Rusalka a Jakobín, Hry o Marii Bohuslava Martinů, Wagnerova Parsifala a v české premiéře Brittenovu Glorianu. Velký ohlas vzbudila v roce 2014 jeho inscenace Fibichava Pád Arkuna. Zatím jeho poslední spoluprací s pražskou operou představuje inscenace Pucciniho Madame Buterfly z roku 2015.

## Působení v Janáčkově opeře v Brně
Od ledna 2015 je Heřman uměleckým šéfem opery Národního divadla v Brně, kde nastudoval třeba Straussova Růžového kavalíra, Janáčkovu Lišku Bystroušku operu Čert a Káča Antonína Dvořáka. Jeho inscenace opery Láska na dálku finské skladatelky Kaiji Saariaho získala v roce 2017 Cenu Divadelních novin v kategorii hudebního divadla.
Heřman se v Brně věnuje i propagaci opery. Ve spolupráci s dramaturgyní Patricií Částkovou se mu podařilo zrealizovat vzdělávací program „Krok za oponu“, jehož cílem je přiblížit operu mladé generaci.

## Inscenační rukopis
Heřmanovy inscenace, s výrazným akcentem na vizuální vjevy, lze označit za veskrze originální (viz třeba jeho inscenace Toscy a propojení děje opery s osudem zpěvačky Marie Callas, nebo inscenace Libuše, kde se na scéně objeví třeba i T. G. Masaryk), přesto vždy velmi poctivě vycházející z hudby. "Nezajímá mě dělení na klasické a moderní, hudba mi dává vše potřebné ke vzniku nové inscenace," uvedl Heřman v jednom z rozhovorů.